# Lagopoecus colchicus
Lagopoecus colchicus är en insektsart som beskrevs av Emerson 1949. Lagopoecus colchicus ingår i släktet skärlöss, och familjen fjäderlöss. Arten är reproducerande i Sverige.